# Parque nacional de Mohéli

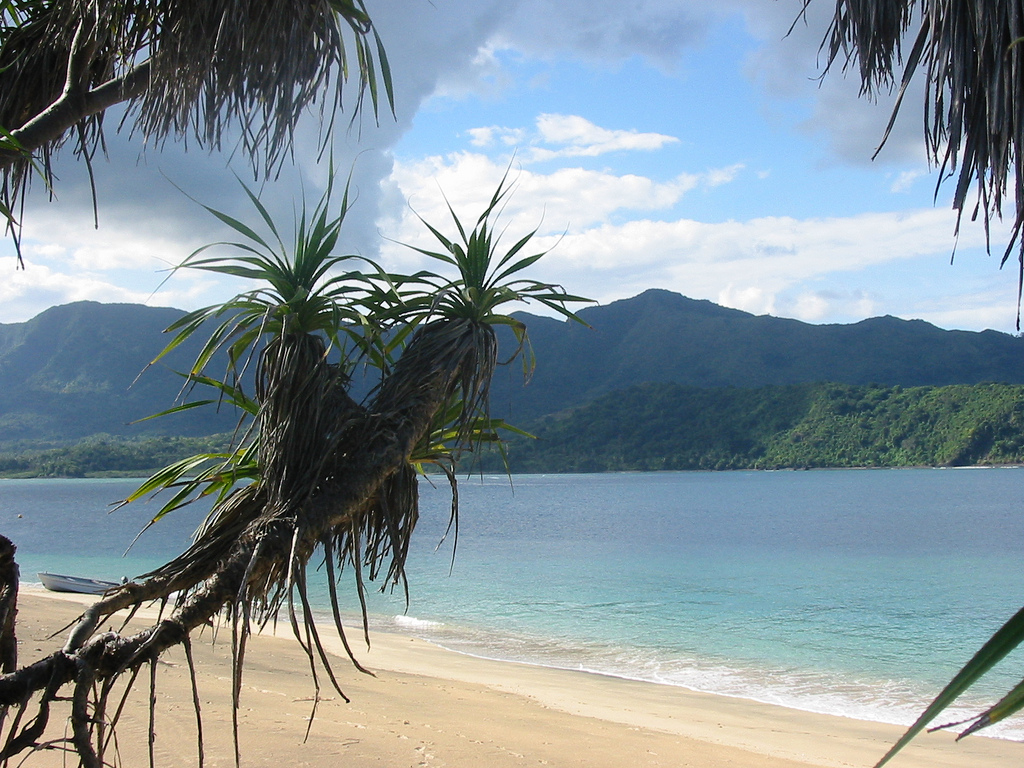
Una playa del parque

El Parque nacional de Mohéli (en francés: Parc National de Mohéli) es un parque nacional en las Comoras un país insular de África. Incluye áreas marinas, costeras y terrestres en y alrededor de la isla de Mohéli. El parque tiene una superficie de 643,62 kilómetros cuadrados. Establecido como Parque Marino de Mohéli (Parc marin de Mohéli) el 19 de abril de 2001, fue la primera área protegida en las Comoras. Fue designado nuevamente como parque nacional en 2010. En 2015, el parque se amplió para incluir aproximadamente tres cuartas partes del área terrestre de Mohéli. Es el territorio más meridional del país.
La parte marina del parque se extiende desde las costas sur y este de la isla. Incluye un arrecife a cierta distancia de la costa, que encierra una laguna de 10 a 60 metros de profundidad, junto con ocho pequeños islotes montañosos, junto con el océano abierto más allá del arrecife hasta una profundidad de 100 metros. Hay 91 ha de manglares a lo largo de la costa de la isla y praderas de pastos marinos en la laguna.
Una característica notable del parque es la población de celacantos; el parque es el hogar de variedades de tiburones y ballenas jorobadas. Otras especies marinas incluyen el dugongo (Dugong dugon), la tortuga verde (Chelonia mydas), la tortuga carey (Eretmochelys imbricata), ocho especies de delfines y dos especies de ballenas nariz de botella.
Los islotes son colonias de cría de aves marinas, incluido el piquero enmascarado (Sula dactylatra), el rabijunco pardo (Anous stolidus), el rabijunco de cola blanca (Phaethon lepturus), la fragata menor (Fregata ariel) y la fragata mayor (Fregata minor).
La parte terrestre del parque tiene un terreno accidentado, con profundos valles fluviales separados por crestas. El punto más alto es el monte Mlédjélé (790 m). La mayor parte de la isla estuvo arbolada en el pasado, pero la mayor parte del bosque fue talado para la agricultura o la ganadería, o degradado por actividades como la tala de árboles. Un gran enclave de bosque relativamente intacto permanece en las laderas orientadas al oeste y al sur del monte Mlédjélé. 
El bosque es el hogar de los árboles nativos Pterophylla comorensis y Khaya madagascariensis, que son valorados por su madera, y muchas otras especies de árboles, arbustos, helechos y orquídeas, incluidas muchas especies endémicas de las Comoras. Los animales nativos incluyen el murciélago frugívoro de Livingstone (Pteropus livingstonii), que vive solo en Mohéli y Anjouan, el autillo de Mohéli (Otus moheliensis) y la curruca matorralera de Mohéli (Nesillas mariae), que son endémicas de Mohéli, y otras especies de aves, reptiles e insectos endémicos de las Islas Comoras.